# Torneälvdalsfinska
Torneälvdalsfinska betecknas den undervarietet av de nordbotniska dialekterna av finska som talas i framförallt i Pajala, Övertorneå och Haparanda kommuner i Sverige och i Enontekis, Kolari, Muonio, Pello och Övertorneå kommuner i Finland. 
I Sverige kallas torneälvdalsfinska meänkieli. Torneälvdalsfinskan har i hög utsträckning även varit normerande för utvecklingen av meänkieli, eftersom de flesta språkaktivister som skapat skrift- och talspråket meänkieli har hemort i någon av dessa kommuner.